# Konvertible Mark
Die Konvertible Mark (in den Landessprachen konvertibilna marka / конвертибилна марка) ist seit dem 22. Juni 1998 die Währung von Bosnien und Herzegowina. Sie war bis 2001 im Verhältnis 1:1 an die Deutsche Mark gekoppelt, seit 2002 ist sie es an den Euro (1 EUR = 1,95583 KM). Eine Konvertible Mark ist in 100 Fening (Фенинг) unterteilt.
Abgekürzt wird die Konvertible Mark mit KM (auch: km), der Fening mit Kf., die Währung nach ISO 4217 mit BAM (Bosnien und Herzegowina nach ISO 3166-1 und Mark).

## Allgemeines
Bis 1998 wurden in den drei ethnisch kontrollierten Teilgebieten von Bosnien und Herzegowina drei verschiedene Währungen verwendet, der Bosnische Dinar, die kroatische Kuna und der (neue) jugoslawische Dinar. Im inoffiziellen Sektor sowie als Anlagewährung war die Deutsche Mark weit verbreitet. Dies erleichterte die Entscheidung, die neue gemeinsame Landeswährung an die DM zu koppeln; zudem war Mark ein Name ohne unerwünschte politische Konnotationen und wurde von den Vertretern aller drei Volksgruppen akzeptiert.
Die KM ist wie folgt unterteilt:
- Münzen: 5 Kf, 10 Kf, 20 Kf, 50 Kf, 1 KM, 2 KM und 5 KM
- Scheine: 10 KM, 20 KM, 50 KM, 100 KM und 200 KM

Münzen zu 5 Kf und 5 KM sind seit dem 5. Januar 2006 in Umlauf. Die Scheine zu 50 Fening (dort mit der Schreibweise Pfeniga) wurden am 31. März 2003 aus dem Umlauf genommen, die Scheine zu 1 KM folgten zum 31. Dezember 2008. Die Banknoten zu 5 KM wurden zum 31. März 2010 aus dem Verkehr gezogen.
Die 200-KM-Banknote wurde von Robert Kalina entworfen und von der Oesterreichischen Banknoten- und Sicherheitsdruck GmbH gedruckt. Alle anderen Scheine wurden von Oberthur Technologies Fiduciary in Paris gedruckt.
2007 wurde eine neue Version von 50- und 100-KM-Banknoten und 2008 eine neue Version von 10- und 20-KM-Banknoten herausgegeben, die sich im Design von den anderen durch neue Sicherheitsmerkmale unterscheiden.
Anfangs waren auch deutsche Münzen und Scheine im Umlauf und wurden wie inländische KM verwendet.

## Besonderheiten
Eine Besonderheit der bosnisch-herzegowinischen Banknoten ist, dass mit Ausnahme der 200-KM-Note jede Banknote in zwei Varianten, nämlich in einer für die Republika Srpska und in einer anderen für die Föderation, gefertigt wurde, jedoch gelten alle uneingeschränkt im ganzen Land.
Eine weitere Besonderheit sind einige Rechtschreibfehler: Beide Motive der 50-Kf-note waren neben dem Substantiv „Пфенига“ (Pfeniga) mit dem Adjektiv „Конвертибилних“ (Konvertibilnih) versehen, obwohl nur die KM das Präfix "konvertible" trägt. Die 1-KM-Note der Republik enthält einen Schreibfehler im Namen von Ivo Andrić: „Андриђ“ (Andriđ) statt „Андрић“ (Andrić); sie wurde nicht in Umlauf gebracht. Auf der Rückseite der 5-KM-Scheine steht in der kyrillischen Wertangabe РЕТ (ret) anstelle von ПЕТ (pet) „fünf“. Den Fehler weisen alle 1998 ausgegebenen Banknoten sowohl der Republik als auch der Föderation auf. Die Banknote der Republik enthält außerdem ein falsches Zeichen im Namen von Meša Selimović, in kyrillischer Schrift als „Меща Селимовић“ statt „Meша Селимовић“. Bei allen Banknoten bis 100 KM stehen außerdem im Sicherheitsstreifen die kyrillischen Buchstaben „ЏББХ“ (DžBBH) anstatt „ЦББХ“ (CBBH für „Centralna Banka Bosne i Hercegovine“).